# Baby Got Back
Baby Got Back é um hit de Sir Mix-a-Lot que faz parte do álbum Mack Daddy lançado em 1992 e que chegou ao número um na Billboard Hot 100.

## Posição nas paradas
| Paradas (1992–93)                  | Melhor posição |
| ---------------------------------- | -------------- |
| Estados Unidos - Billboard Hot 100 | 1              |
| Estados Unidos - R&B/Hip-Hop Songs | 5              |

## Parada anual
| Parada (1992)                      | Posição |
| ---------------------------------- | ------- |
| Estados Unidos - Billboard Hot 100 | 2       |